# IWC World Heavyweight Championship
Il IWC World Heavyweight Championship (in lingua spagnola Campeonato Mundial de Peso Completo de la IWC) è stato un titolo utilizzato negli anni da varie federazioni messicane come la Asistencia Asesoría y Administración, il Consejo Mundial de Lucha Libre, la Promotora Mexicana de Lucha Libre e la Promo Azteca.

## Storia
Originariamente creato nel 1993 dalla federazione messicana International Wrestling Council e fu utilizzato in Messico.
Nel 1995 dopo la divisione tra AAA ed IWC Antonio Peña (il proprietario di AAA) ebbe il pieno controllo del titolo e continuò ad utilizzarlo come titolo messicano. 

Verso la fine del 1999 il luchador Pirata Morgan passò ad AAA provenendo dalla federazione International Wrestling Revolution Group (IWRG) portò con sé il titolo IWRG Intercontinental Heavyweight Championship e, presentato come detentore del titolo "IWC World Heavyweight Championship", fu opposto a La Parka il quale lo difese come "IWC World Hardcore Championship".
Con il nome di IWC World Heavyweight Championship rimase comunque attivo fino al 18 agosto 2007, quando fu unificato ai titoli Super X GPCW Monster Championship ed all'UWA World Light Heavyweight Championship per dare vita al titolo Mega Campeonato AAA che è ad oggi il più importante della Lucha Libre AAA Worldwide.

## Albo d'oro
| Lottatore        | Regno | Durata | Data              | Luogo          | Note |
| ---------------- | ----- | ------ | ----------------- | -------------- | --- |
| Cien Caras       | 1°    | 140    | 13 novembre 1993  | San Jose       | Cien Caras sconfisse Konnan diventando il primo campione                                                                                       |
| Konnan           | 1°    | 225    | 2 aprile 1994     | Reynosa        | |
| Perro Aguayo     | 1°    | 179    | 13 novembre 1994  | Ciudad Juárez  | |
| Máscara Año 2000 | 1°    | 646    | 11 maggio 1995    | Xalapa         | |
| Máscara Sagrada  | 1°    | 301    | 15 febbraio 1997  | Cancún         | |
| Pirata Morgan    | 1°    | 244    | 13 dicembre 1997  | Nezahualcóyotl | |
| La Parka         | 1°    | 399    | 14 agosto 1998    | Cuernavaca     | |
| Pirata Morgan    | 2°    | 100    | 17 settembre 1999 | Cuernavaca     | |
| Héctor Garza     | 1°    | 98     | 26 dicembre 1999  | Monterrey      | |
| Pirata Morgan    | 3°    | 131    | 2 aprile 2000     | Querétaro      | |
| Héctor Garza     | 2°    | 7      | 11 agosto 2000    | Tijuana        | |
| Cibernético      | 1°    | 2.555  | 18 agosto 2000    | Querétaro      | |
| El Mesías        | 1°    | 31     | 18 agosto 2007    | Toluca         | Il titolo fu unificato al Super X GPCW Monster Championship e UWA World Light Heavyweight Championship per dare vita all'AAA Mega Championship |